# Sofian Akouili
Sofian Akouili (né le 28 février 1989 à Nador au Maroc) est un footballeur néerlando-marocain. Il évolue au poste de défenseur central au Mouloudia d'Oujda en Botola Pro. Il possède la double nationalité marocaine et néerlandaise.

## Biographie
Il joue 17 matchs en première division néerlandaise avec le club du Willem II Tilburg.